# Апарита (Фиренца)
Апарита је насеље у Италији у округу Фиренца, региону Тоскана.
Према процени из 2011. у насељу је живело 158 становника. Насеље се налази на надморској висини од 62 м.